# 李枝長
李枝長，直隶靜海縣（今天津市靜海區）人，清朝政治人物。
順治十五年（1658年）戊戌科进士，授四川宜賓縣知县。